# 芬斯特亨嫩
芬斯特亨嫩是瑞士的城鎮，位於該國中西部，由伯恩州負責管轄，面積3.56平方公里，海拔高度445米，2011年人口490，人口密度每平方公里138人。